# Urumqi Air
Urumqi Air é uma companhia aérea de baixo custo com sede em Ürümqi, China. Seu hub principal é o Aeroporto Internacional Ürümqi Diwopu. A companhia aérea é um dos quatro membros fundadores da U-FLY Alliance.

## Frota

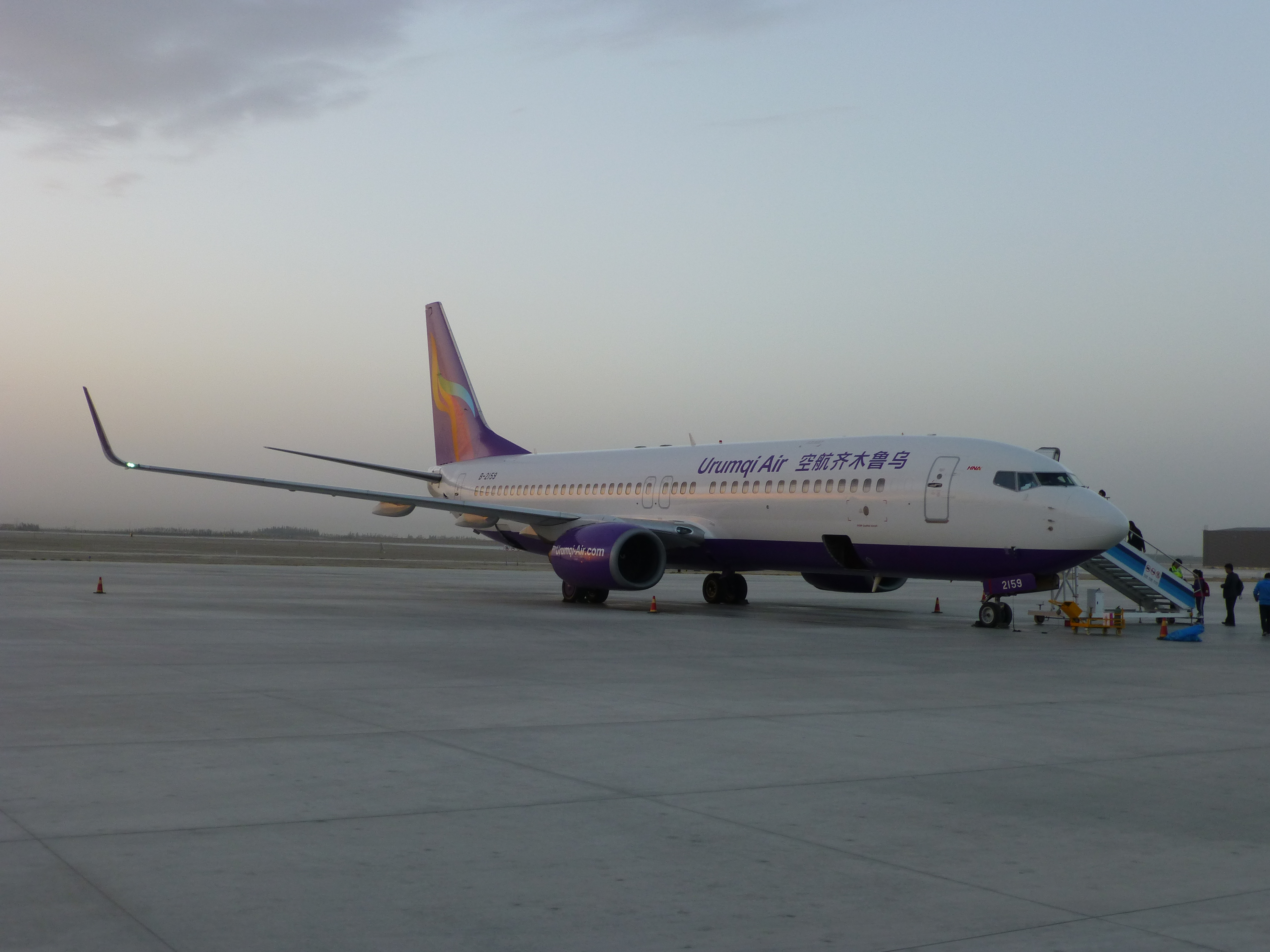
Um Boeing 737-800 da Urumqi Air

A frota da Urumqi Air consistia nas seguintes aeronaves (Junho de 2020):
| Aeronaves       | Em Serviço | Ordens | Passageiros | Notas |
| --------------- | ---------- | ------ | ----------- | ----- |
| Boeing 737-800  | 15         | –      | 186         |       |
| Comac ARJ21-700 | 1          | 4      | TBA         |       |
| Embraer ERJ-190 | 1          | –      | 106         |       |
| Total           | 17         | 4      |             |       |